# ジロ・デ・イタリア 1988
ジロ・デ・イタリア 1988はジロ・デ・イタリアの71回目の大会。1988年5月23日から6月12日まで、全23ステージ、全行程3579kmで行われた。
人気が停滞傾向にあったジロを盛り上げる窮余の一策として、シャルリー・ゴールが優勝して以降コースから除外されていた標高2621mのガヴィア峠が導入されたが、前回と同じく吹雪に見舞われ大量の選手が低体温症に陥る大荒れの大会となった。
この悪天候を耐え抜いたアメリカ国籍のアンドリュー・ハンプステンが、ジロ史上初の欧州国籍以外の総合優勝者となった。

## 最終成績

### 個人総合成績
|    | 選手名                     | 国籍           | 時間           |
| -- | -------------------------- | -------------- | -------------- |
| 1  | アンドリュー・ハンプステン | アメリカ合衆国 | 97時間18分56秒 |
| 2  | エリック・ブロイキンク     | オランダ       | +1分43秒       |
| 3  | ウルス・ツィマーマン       | スイス         | +2分45秒       |
| 4  | フラヴィオ・ジュッポーニ   | イタリア       | +6分56秒       |
| 5  | フランコ・キオッチョーリ   | イタリア       | +13分20秒      |
| 6  | マルコ・ジョヴァンネッティ | イタリア       | +15分20秒      |
| 7  | ペドロ・デルガド           | スペイン       | +17分02秒      |
| 8  | ペーター・ウィネン         | オランダ       | +18分14秒      |
| 9  | ステファノ・トマジーニ     | イタリア       | +27分01秒      |
| 10 | マウリツィオ・ヴァンデッリ | イタリア       | +27分02秒      |

### ポイント賞
|   | 選手名                     | 国籍           | ポイント |
| - | -------------------------- | -------------- | -------- |
| 1 | ヨハン・ファンデルフェルデ | オランダ       | 154      |
| 2 | ロルフ・セレンセン         | デンマーク     | 131      |
| 3 | アンドリュー・ハンプステン | アメリカ合衆国 | 128      |

### 山岳賞
|   | 選手名                     | 国籍           | ポイント |
| - | -------------------------- | -------------- | -------- |
| 1 | アンドリュー・ハンプステン | アメリカ合衆国 | 59       |
| 2 | ステファノ・ジュリアーニ   | イタリア       | 55       |
| 3 | レナト・ピッコロ           | イタリア       | 49       |

### マリア・ローザ保持者
| 選手名                       | 国籍           | 首位区間    |
| ---------------------------- | -------------- | ----------- |
| ジャンフランソワ・ベルナール | フランス       | 第1-第3     |
| マッシモ・ポデンツァーナ     | イタリア       | 第4(a)-第11 |
| フランコ・キオッチョーリ     | イタリア       | 第12-第13   |
| アンドリュー・ハンプステン   | アメリカ合衆国 | 第14-最終   |